# Лавина
Вижте пояснителната страница за други значения на лавина.
Лавината (на немски: lawine, от латински: labina – свлачище) е внезапно, бързо свличане на снежна маса надолу по планински склон.
Причина за появата ѝ могат да бъдат както природни условия, така и човешка дейност. Обикновено се формират в планински терени и смесват въздуха и водата с падащия сняг. Мощните лавини притежават способността да завлекат със себе си лед, отломки от скали, дървета и други материали по склона. Лавините са съставени предимно от „поток“ сняг и се различават от кални свлачища, каменни свлачища или срив на леден връх на глетчер. За разлика от други природни явления, които могат да причинят бедствия, лавините не са редки или случайни събития и са характерни за всяка планинска верига, на която се натрупва достатъчно голяма вертикална снежна покривка. В планинските терени лавините са сред най-сериозните опасности за живота и имуществото на алпинисти и планинари, като се има предвид тяхната разрушителна способност, произтичаща от техния потенциал да пренасят огромна маса сняг бързо на големи разстояния.
Лавини се класифицират по морфологичните си характеристики и са оценявани или по техния разрушителен потенциал, или по масата на падащия надолу сняг. Някои от морфологичните характеристики, използвани за класифициране на лавините включват вида на снега, причината и начина на формиране, плъзгащата се повърхност, механизма на разпространение, ъгъла на наклона, посока и височина. Най-голяма е вероятността за образуване на лавини при склонове от порядъка на 35 до 45 градуса. Това, което може да засили вероятността от лавини са земетресения или силни ветрове. Скоростта на лавините варира от 10 м/с до 70 м/с (в редки случаи до 125 м/с) и зависи от различни фактори, но най-вече от плътността на снега. Размерът на лавината, нейната маса и разрушителен потенциал се оценяват по логаритмична скала, обикновено в 5 категории, с точното определение на категориите, в зависимост от системата на наблюдение или прогнозата.
Българският игрален филм „Лавина“ (1982) описва едно такова явление.

## Класификация и терминология
Всички лавини имат общи елементи: причината, която предизвиква лавината, началната зона, от която произхожда лавината, пътят, по който лавината „тече“, докато се изчерпи и спре, както и отломките, които се натрупват и депозират в масата сняг. При много лавини поддаващият слой и повърхността на леглото, по което се разпространяват са едни и същи. При други лавини се получава пропукване на върха в началната зона, както и други пукнатини от двете ѝ страни и плитка фрактура в долната част на началната зона. Върховата и страничните пукнатини са вертикални стени в снега, които очертават сняг, който се увлича в лавината, за разлика от снега, който остава на склона.
Естеството на пукнатините на снежната покривка се използва за морфологично класифициране на лавините. Лавини тип снежна дъска се генерират, когато допълнителен товар предизвиква леко пропукване на снежна дъска, която се намира над слаб, поддаващ слой сняг и това пречупване се разпространява и увеличава, като в крайна сметка води до образуването на фрактура в издадената снежна дъска. Лавини от мек сняг, освобождаване от точка, или изотермични лавини се генерират, когато стрес предизвиква „срязване“ – или в рамките на снежната покривка, или в основата. Въртеливи лавини се появяват, когато вятър вдигне сняг и го завърти във фуния.

### Лавини от мек сняг
Лавини от мек сняг се срещат при току-що паднал сняг, който е с по-ниска плътност и са най-често на стръмен склон. При пресен сняг, в насипно състояние, освобождаването на лавината обикновено става от една точка и след това постепенно се разширява надолу по склона, като увлича все повече сняг, най-често във формата на сълза. Това е в контраст с лавината тип снежна дъска.

### Снежни дъски
Лавините тип снежна дъска са отговорни за около 90% от смъртните случаи, свързани с лавини, и се появяват когато има здрав, утъпкан, пресован слой от сняг, известен като снежна дъска. Когато се получи повреда в слабия слой, фрактурата много бързо се разпространява на голяма площ – стотици метри дължина и няколко метра дълбочина, и започва да се движи почти мигновено.

### Лавини от мокър сняг
Лавини от мокър сняг, наричани също изотермични лавини, възникват, когато снежната покривка се насити с вода. Тези лавини обикновено започват и се разпространяват от точка. Когато процентът на водата е много висок, те са известни като потоци киша и могат да се движат по склонове с много малък наклон.

### Прашни лавини
Най-големите и най-мощни лавини, с прахообразен сняг могат да превишат скорост от 300 km/h, и маса от 10000000 тона. Техните „потоци“ могат да пътуват на дълги разстояния по плоски дъна на долини и дори нагоре по хълм за къси разстояния.

## Скала за лавинна опасност
Международната скала за степен на лавинна опасност в Европа е приета през 1993 година и допълнена през 2003 година . Разграничава 5 степени на опасност:
| Ниво на опасността | Стабилност на снега                                                                          | Флаг | Опасност от лавини |
| ------------------ | -------------------------------------------------------------------------------------------- | ---- | --- |
| 1 – Ниска          | Снегът е стабилен                                                                            |      | Много малка верояност за лавини, изключение правят само изключително стръмни склонове. Общо взето, много безопасни условия.                            |
| 2 – Ограничена     | На някои стръмни склонове снегът е само отчасти стабилен. На другите места е много устойчив. |      | Лавини могат да се образуват при голям натиск и големи тежести, по-специално на много стръмните склонове. В същото време не се очакват големи лавини.  |
| 3 – Средна         | На много от стръмните склонове снегът не е много стабилен.                                   |      | Има вероятност от лавини на много от стръмните склонове дори при малък натиск или тежест. На много склонове средни и дори големи лавини са възможни.   |
| 4 – Висока         | На почти всички стръмни склонове снегът не е много стабилен или устойчив.                    |      | Лавините са много вероятни на почти всички склонове дори при малки тежести и натиск, спонтанно образуване на средни до големи лавини е много вероятно. |
| 5 – Много висока   | Снегът е нестабилен и неустойчив.                                                            |      | Дори на малките наклони, има опасност от големи лавини.                                                                                                |

## Значими и известни лавини
Две лавини се случват през март 1910 г. в планинските вериги Каскейд и Селкърк; на 1 март Уелингтънската лавина убива 96 души в щата Вашингтон, Съединените щати. Три дни по-късно 62 железопътни работници са убити от лавина в Британска Колумбия, Канада.
По време на Първата световна война, около 40 000 до 80 000 войници загиват в резултат на лавини по време на кампания в Алпите, много от които са причинени от артилерийски пожар. Около 10 000 души, от двете страни, загубват живота си в лавини през декември 1916 година. Въпреки това е много съмнително лавини да са използвани умишлено на тактическо ниво като оръжия, по-вероятно е те са просто страничен ефект от вражески обстрел и артилерия. Прогнозата на лавини е почти невъзможна, особено на много мили зад вражеските линии, което прави умишленото им създаване и насочване много невероятно, защото подлага всички на голям риск.
В северното полукълбо зимата на 1950 – 1951 година са записани около 649 лавини в тримесечен срок, в Австрия, Франция, Швейцария, Италия и Германия. Тази серия от лавини убива около 265 души и е наречена „зимата на терора“. На 31 май 1990 г., земетресение задейства лавина от Хуаскаран, която разрушава града Юнгей, убивайки най-малко 18 000 души. През 1993 г. Байбуртската лавина е причина за смъртта на 60 души в провинция Байбурт, Турция. В Монтрок, Франция, през 1999 г. 300 000 m3 се спускат под ъгъл 30°, достигайки скорост от 100 km/h. Лавината убива 12 души, като ги затрупва в хижата под 100 000 тона сняг, на дълбочина от 5 метра.
Малкото австрийско село Галтюр е ударено от лавина през 1999 г. Селото е смятано в безопасна зона, но лавината е изключително голяма и се врязва директно в селото. Резултатът е тридесет и един починали.

## Предпазване от лавини
Пътуването в планината през зимата никога не е напълно безопасно. Избягването на лавини зависи от съвкупност от фактори: избирането на правилния маршрут, климат и човешки фактори. Няколко допълнителни неща могат да намалят риска. Не бива да се следват чужди следи в снега, условията със сигурност се променят след като са направени тези следи. Трябва да се наблюдава пътната обстановка и да се отбелязват места, където има нов натрупан сняг, липса на растителност или повреда. Обикновено не се препоръчват високи звуци в планината или други дейности, които могат да задействат лавина.

## Спасителни операции
Между 55% и 65% от жертвите при лавини загиват, а 80% от хората, останали на повърхността оцеляват. Те загиват предимно от измръзване. За напълно затрупаните от лавина, критични са първите 15 минути. Шансът за оцеляване през това време е 93%. След изтичането на 15-те минути, той спада до 35%.